# Skilanglauf-Slavic-Cup 2024/25
Der Skilanglauf-Slavic-Cup 2024/25 war eine von der FIS organisierte Wettkampfserie, die zum Unterbau des Skilanglauf-Weltcups 2024/25 gehörte. Sie begann am 14. Dezember 2024 in Štrbské Pleso und endete am 9. März 2025 in Kremnica. Die Gesamtwertung der Männer gewann Dmytro Romantschenko und bei den Frauen wurde Anastassija Nikon Erste in der Gesamtwertung.

## Männer

### Resultate
| 1. Slavic-Cup in Štrbské Pleso, 14. und 15. Dezember 2024 | 1. Slavic-Cup in Štrbské Pleso, 14. und 15. Dezember 2024 | 1. Slavic-Cup in Štrbské Pleso, 14. und 15. Dezember 2024 | 1. Slavic-Cup in Štrbské Pleso, 14. und 15. Dezember 2024 | 1. Slavic-Cup in Štrbské Pleso, 14. und 15. Dezember 2024 |
| --------------------------------------------------------- | --------------------------------------------------------- | --------------------------------------------------------- | --------------------------------------------------------- | --------------------------------------------------------- |
| Datum                                                     | Disziplin                                                 | Erster Platz                                              | Zweiter Platz                                             | Dritter Platz                                             |
| 14. Dezember 2024                                         | Sprint klassisch                                          | Kamil Bury                                                | Dominik Bury                                              | Maciej Staręga                                            |
| 15. Dezember 2024                                         | 10 km Freistil                                            | Dominik Bury                                              | Sebastian Bryja                                           | Oleksandr Lissohor                                        |

| 2. Slavic-Cup in Jaworiw, 14. bis 17. Januar 2025 | 2. Slavic-Cup in Jaworiw, 14. bis 17. Januar 2025 | 2. Slavic-Cup in Jaworiw, 14. bis 17. Januar 2025 | 2. Slavic-Cup in Jaworiw, 14. bis 17. Januar 2025 | 2. Slavic-Cup in Jaworiw, 14. bis 17. Januar 2025 |
| ------------------------------------------------- | ------------------------------------------------- | ------------------------------------------------- | ------------------------------------------------- | ------------------------------------------------- |
| Datum                                             | Disziplin                                         | Erster Platz                                      | Zweiter Platz                                     | Dritter Platz                                     |
| 14. Januar 2025                                   | Sprint Freistil                                   | Dmytro Drahun                                     | Andrij Dozenko                                    | Oleksandr Nykonowytsch                            |
| 15. Januar 2025                                   | 10 km klassisch                                   | Dmytro Drahun                                     | Ruslan Denyssenko                                 | Kostjantyn Jaremenko                              |
| 17. Januar 2025                                   | 20 km Freistil                                    | Dmytro Drahun                                     | Dmytro Romantschenko                              | Oleksandr Rudenko                                 |

| 3. Slavic-Cup in Kremnica, 8. und 9. März 2025 | 3. Slavic-Cup in Kremnica, 8. und 9. März 2025 | 3. Slavic-Cup in Kremnica, 8. und 9. März 2025 | 3. Slavic-Cup in Kremnica, 8. und 9. März 2025 | 3. Slavic-Cup in Kremnica, 8. und 9. März 2025 |
| ---------------------------------------------- | ---------------------------------------------- | ---------------------------------------------- | ---------------------------------------------- | ---------------------------------------------- |
| Datum                                          | Disziplin                                      | Erster Platz                                   | Zweiter Platz                                  | Dritter Platz                                  |
| 8. März 2025                                   | Sprint Freistil                                | Przemyslaw Legierski                           | Tomas Cenek                                    | Lukas Antos                                    |
| 9. März 2025                                   | 10 km klassisch                                | Matej Horniak                                  | Dmytro Romantschenko                           | Simon Sucharda                                 |

### Gesamtwertung Männer
| Endstand (Top 10) |                      |        |
| \| Rang \| Name \| Punkte \| \| ---- \| -------------------- \| ------ \| \| 1. \| Dmytro Romantschenko \| 319 \| \| 2. \| Dmytro Drahun \| 300 \| \| 3. \| Ruslan Denyssenko \| 186 \| \| 4. \| Dominik Bury \| 180 \| \| 5. \| Andrij Dozenko \| 166 \| \| 6. \| Nazarii Teselskyi \| 156 \| \| 7. \| Kamil Bury \| 145 \| \| 7. \| Tomas Cenek \| 145 \| \| 9. \| Przemyslaw Legierski \| 140 \| \| 9. \| Kostjantyn Jaremenko \| 140 \| |                      |        |
| Rang | Name                 | Punkte |
| 1. | Dmytro Romantschenko | 319    |
| 2. | Dmytro Drahun        | 300    |
| 3. | Ruslan Denyssenko    | 186    |
| 4. | Dominik Bury         | 180    |
| 5. | Andrij Dozenko       | 166    |
| 6. | Nazarii Teselskyi    | 156    |
| 7. | Kamil Bury           | 145    |
| 7. | Tomas Cenek          | 145    |
| 9. | Przemyslaw Legierski | 140    |
| 9. | Kostjantyn Jaremenko | 140    |

## Frauen

### Resultate
| 1. Slavic-Cup in Štrbské Pleso, 14. und 15. Dezember 2024 | 1. Slavic-Cup in Štrbské Pleso, 14. und 15. Dezember 2024 | 1. Slavic-Cup in Štrbské Pleso, 14. und 15. Dezember 2024 | 1. Slavic-Cup in Štrbské Pleso, 14. und 15. Dezember 2024 | 1. Slavic-Cup in Štrbské Pleso, 14. und 15. Dezember 2024 |
| --------------------------------------------------------- | --------------------------------------------------------- | --------------------------------------------------------- | --------------------------------------------------------- | --------------------------------------------------------- |
| Datum                                                     | Disziplin                                                 | Erster Platz                                              | Zweiter Platz                                             | Dritter Platz                                             |
| 14. Dezember 2024                                         | Sprint klassisch                                          | Monika Skinder                                            | Anastassija Iwantschenko                                  | Lucie Tůmová                                              |
| 15. Dezember 2024                                         | 10 km Freistil                                            | Andżelika Szyszka                                         | Magdalena Kobielusz                                       | Monika Skinder                                            |

| 2. Slavic-Cup in Jaworiw, 14. bis 17. Januar 2025 | 2. Slavic-Cup in Jaworiw, 14. bis 17. Januar 2025 | 2. Slavic-Cup in Jaworiw, 14. bis 17. Januar 2025 | 2. Slavic-Cup in Jaworiw, 14. bis 17. Januar 2025 | 2. Slavic-Cup in Jaworiw, 14. bis 17. Januar 2025 |
| ------------------------------------------------- | ------------------------------------------------- | ------------------------------------------------- | ------------------------------------------------- | ------------------------------------------------- |
| Datum                                             | Disziplin                                         | Erster Platz                                      | Zweiter Platz                                     | Dritter Platz                                     |
| 14. Januar 2025                                   | Sprint Freistil                                   | Anastassija Nikon                                 | Wiktorija Olech                                   | Sofija Schkatula                                  |
| 15. Januar 2025                                   | 10 km klassisch                                   | Anastassija Nikon                                 | Daryna Myhal                                      | Jelysaweta Noprijenko                             |
| 17. Januar 2025                                   | 15 km Freistil                                    | Jelysaweta Noprijenko                             | Wiktorija Olech                                   | Sofija Schkatula                                  |

| 3. Slavic-Cup in Kremnica, 8. und 9. März 2025 | 3. Slavic-Cup in Kremnica, 8. und 9. März 2025 | 3. Slavic-Cup in Kremnica, 8. und 9. März 2025 | 3. Slavic-Cup in Kremnica, 8. und 9. März 2025 | 3. Slavic-Cup in Kremnica, 8. und 9. März 2025 |
| ---------------------------------------------- | ---------------------------------------------- | ---------------------------------------------- | ---------------------------------------------- | ---------------------------------------------- |
| Datum                                          | Disziplin                                      | Erster Platz                                   | Zweiter Platz                                  | Dritter Platz                                  |
| 8. März 2025                                   | Sprint Freistil                                | Anna Sirova                                    | Mariia Pavlenko                                | Norika Nebusova                                |
| 9. März 2025                                   | 10 km klassisch                                | Karolina Dvorska                               | Anna Sirova                                    | Daryna Myhal                                   |

### Gesamtwertung Frauen
| Endstand (Top 10) |                       |        |
| \| Rang \| Name \| Punkte \| \| ---- \| --------------------- \| ------ \| \| 1. \| Anastassija Nikon \| 375 \| \| 2. \| Mariia Pavlenko \| 288 \| \| 3. \| Wiktorija Olech \| 274 \| \| 4. \| Jelysaweta Noprijenko \| 246 \| \| 4. \| Daryna Myhal \| 246 \| \| 6. \| Sofija Schkatula \| 220 \| \| 7. \| Anna Sirova \| 180 \| \| 8. \| Monika Skinder \| 160 \| \| 9. \| Karolina Dvorska \| 145 \| \| 10. \| Magdalena Kobielusz \| 130 \| |                       |        |
| Rang | Name                  | Punkte |
| 1. | Anastassija Nikon     | 375    |
| 2. | Mariia Pavlenko       | 288    |
| 3. | Wiktorija Olech       | 274    |
| 4. | Jelysaweta Noprijenko | 246    |
| 4. | Daryna Myhal          | 246    |
| 6. | Sofija Schkatula      | 220    |
| 7. | Anna Sirova           | 180    |
| 8. | Monika Skinder        | 160    |
| 9. | Karolina Dvorska      | 145    |
| 10. | Magdalena Kobielusz   | 130    |